# Hefest
En la mitologia grega, Hefest (en grec antic Ἥφαιστος Hêfaistos) és fill de Zeus i d'Hera o bé fill partenogen d'Hera. És el déu del foc, equivalent a Vulcà en la mitologia romana. Hefest és representat com un home lleig, suat, amb la barba nuada, el pit descobert, sempre treballant en la farga. Zeus el va nomenar 'déu del foc i de la tekne', la intel·ligència manual. Va ser expulsat de l'Olimp per la seva mare Hera a causa de la seva coixesa, resultat d'una discapacitat congènita; o en un altre relat, per Zeus per protegir Hera dels seus avenços (en aquest cas la coixesa hauria estat el resultat de la seva caiguda més que no pas el motiu).
Com a déu ferrer, Hefest va fabricar totes les armes dels déus a l'Olimp. Va servir com a ferrer dels déus, i va ser adorat als centres industrials i de fabricació de Grècia, particularment a Atenes, on tenia un temple al costat de l'àgora, i un altar propi a l'Erectèon. Els símbols d'Hefest són un martell de ferrer, enclusa i un parell de pinces.

## Etimologia
Hefest s'associa probablement amb la inscripció 𐀀𐀞𐀂𐀴𐀍 en lineal B (micènic), A-pa-i-ti-jo, trobada a Knossos. La inscripció testimonia indirectament el seu culte en aquella època perquè es creu que s'hi llegeix el nom teòfor (H)āpʰaistios, o Hāphaistion. El teònim grec Hēphaistos és probablement d'origen pregrec, com la forma sense -i- (Àtic Hēphastos) mostra una variació pregrega típica i apunta a un sy original.

## Mites
Algunes tradicions sostenen que Hera el va engendrar tota sola, gelosa perquè Zeus havia portat al món Atena sense intervenció de cap dona. Una vegada nascut, la seva mare el va encomanar a Cedalió de Naxos, perquè aprengués l'art de la forja. Almenys aquesta és la tradició que explica Hesíode.
Hefest és un déu coix i aquest defecte s'explica de diverses maneres. La més comuna es relata a la Ilíada, on diu que Hera i Zeus es barallaven a propòsit d'Hèracles, i Hefest va defensar la seva mare. Zeus el va llançar de l'Olimp agafant-lo d'un peu, i el déu va caure durant tot un dia sencer, fins que al capvespre es va estavellar a l'illa de Lemnos. Quan el van recollir els sintis, habitants de l'illa, Hefest gairebé no respirava. El van reanimar però el déu va quedar coix per sempre. Una altra versió, també a la Ilíada, diu que Hefest havia nascut coix, i que la seva mare, avergonyida, ho volia dissimular als ulls de les altres divinitats. Però a la fi el va fer fora de l'Olimp. El seu cos va caure al mar, on dues nereides, Tetis i Eurínome, el van recollir i el van cuidar a l'illa de Lemnos durant nou anys, en una cova submarina. En aquest temps, el déu els va forjar i modelar una gran quantitat de joies, i sempre els va estar agraït per la bondat que havien tingut amb ell.
Va succeir que Tetis, la seva mare adoptiva, va acudir a una festa a l'Olimp lluint una preciosa joia que havia estat confeccionada per Hefest; l'ornament va despertar l'enveja de les deesses, especialment d'Hera, que va obtenir de Tetis el nom de l'orfebre. Hera va demanar a Hefest que retornés a l'Olimp, desig que no va aconseguir satisfer, a desgrat dels precs que Tetis i els déus li van fer, fins que hi va intervenir el déu Dionís, en qui Hefest confiava, que el va embriagar, i va aconseguir la promesa d'Hefest d'acudir a la convocatòria d'Hera. Hefest, contrariat per la paraula donada en contra de la seva voluntat, i per venjar-se de la seva mare, que l'havia expulsat de l'Olimp, va construir d'amagat un tron d'or, amb unes cadenes que empresonaven qualsevol que s'hi assegués. Hera, imprudent, s'hi va asseure, i va quedar empresonada sense poder alliberar-se'n. Ningú no sabia la manera de deslligar la deessa, només Hefest. Els déus el van cridar perquè consentís d'alliberar la seva mare, i finalment la va alliberar.
Hefest, malgrat el seu físic poc agraciat, va tenir dones molt belles. La Ilíada li atribueix relacions amb Caris, deessa que personificava la gràcia i la bellesa. Hesíode diu que la seva esposa era Aglaia, la més jove de les Càrites. Amb ella hauria tingut diverses filles, Eúclia, Eufema, Filosofrine i Eutenia. Les més conegudes són les seves aventures amb Afrodita, que explica l'Odissea. Zeus l'havia casat amb la deessa, però Afrodita no va trigar gaire a ser l'amant d'Ares. Hèlios, el Sol, que tot ho veu, va descobrir els amants que estaven junts, i va anar a explicar-ho a Hefest. El déu no va dir res, però va forjar una xarxa invisible que va posar al voltant del llit. Quan es van trobar els dos amants, la xarxa es va tancar i va immobilitzar els culpables, que no podien sortir del parany. Aleshores Hefest va convocar tots els déus perquè veiessin l'escena. Afrodita, quan va ser alliberada, va fugir avergonyida i els presents van posar-se a riure sense parar.
Les tradicions li atribueixen diversos fills. Per exemple l'argonauta Palèmon, i Ardal, un escultor llegendari, que igual que Palèmon va heretar de son pare una gran habilitat manual. Perifetes, el cèlebre bandit que va morir a mans de Teseu, també era fill seu. A causa del desig d'Hefest per la deessa Atena, va néixer Erictoni, rei llegendari dels atenesos. Va tenir relacions amb la nimfa Cabiro, amb qui va tenir diversos fills, els Cabirs i les Cabírides. Prenent com a base l'argila, Hefest va crear la primera dona, que va rebre per nom Pandora.

## Les seves creacions

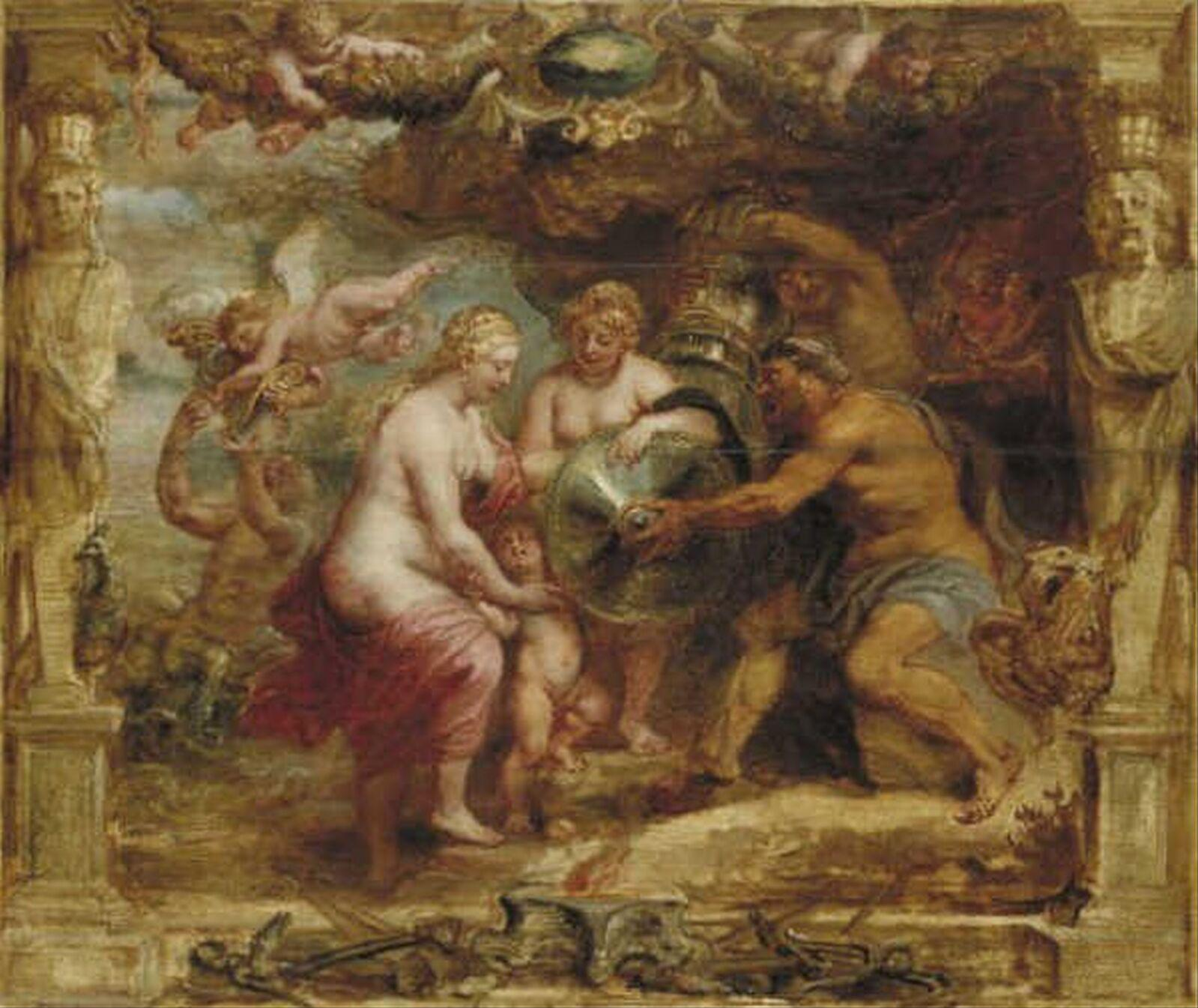
Vulcà presentant les armes d'Aquil·les a Tetis per Peter Paul Rubens.

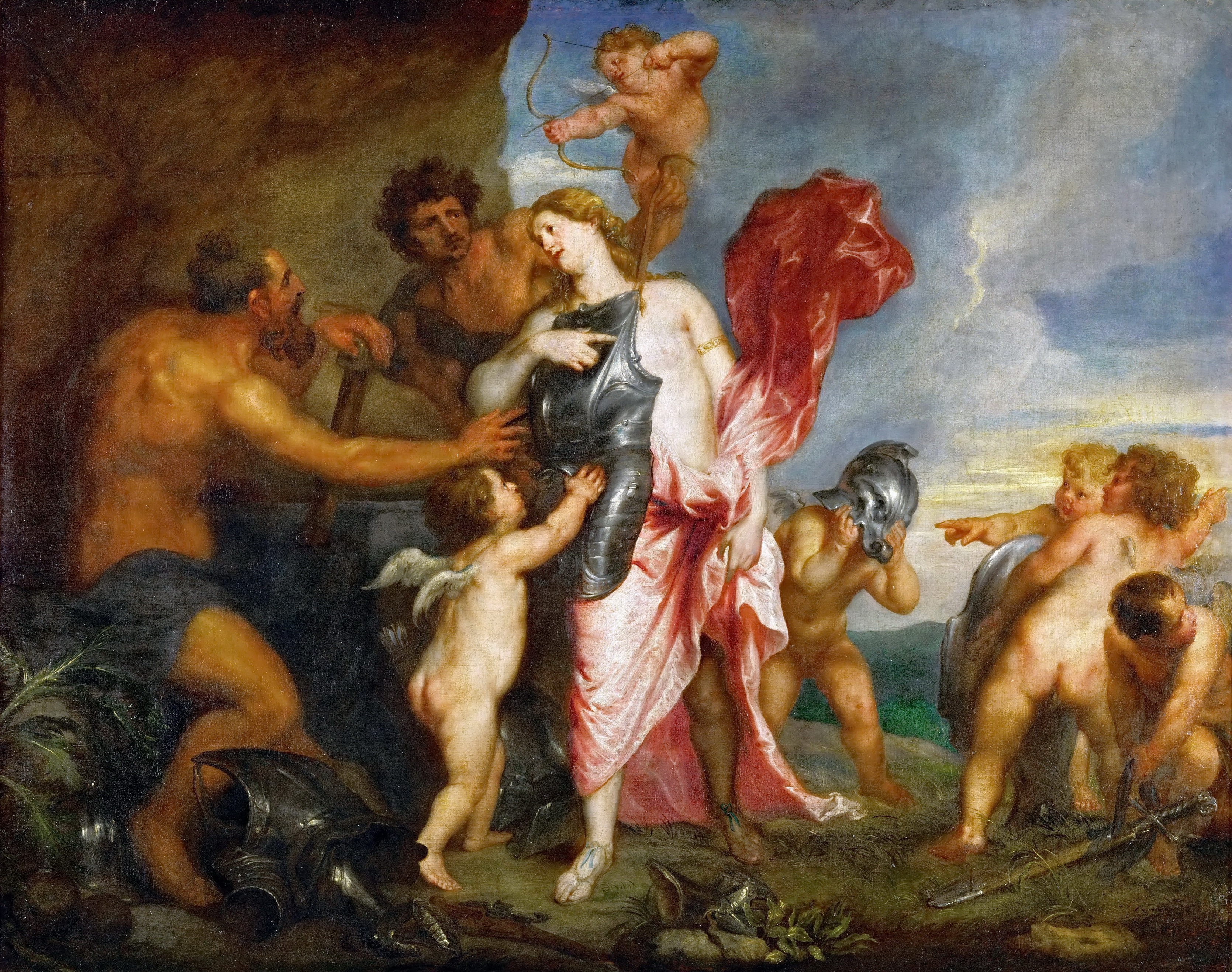
Tetis revent les armes d'Aquil·les d'Hefest per Anthony van Dyck (1630-1632).

Hefest és el senyor del foc, en el grup dels grans déus olímpics. És una divinitat molt poderosa. Hefest tenia el seu propi palau a l'Olimp, que contenia el seu taller amb enclusa i vint manxes que funcionaven a les seves ordres. Va lluitar davant de Troia amb la flama, i a la Gigantomàquia va matar el gegant Clici colpejant-lo amb una maça de ferro roent. És el senyor dels volcans, que utilitza com a tallers, i déu dels metalls i la metal·lúrgia. Hom creia que el taller d'Hefest estava situat sota l'Etna. Hefest va elaborar gran part dels magnífics equipaments dels déus, i gairebé qualsevol obra metàl·lica finament treballada i impregnada de poders que apareix en el mite grec es diu que va ser forjada per Hefest. Per ajudar-se, comptava amb els treballs dels cíclops, de Cedalió, que va ser el seu mestre, i d'autòmats que va crear. Entre aquests destaquen les celedones, Talos i uns trípodes animats que patrullaven l'Olimp. Fent servir els seus coneixements, elaborava per a les seves mares adoptives belles joies. També va contribuir al càstig de Prometeu i el va clavar al Caucas, on un voltor li rosegava el fetge eternament.
Algunes de les seves creacions més famoses són:
- el ceptre d'Agamèmnon
- les sandàlies alades d'Hermes
- l'armadura d'Aquil·les, feta a petició de Tetis, la mare de l'heroi
- el carro d'Hèlios

### Autòmats
Segons Homer, Hefest va construir autòmats de metall per treballar per a ell o per a altres. Això incloïa trípodes amb rodes daurades, capaços de moure's al seu desig dins i fora de la sala d'actes dels celestials; i «donzelles treballades d'or amb semblança de donzelles vives», en elles hi havia «enteniment en els seus cors, i paraula i força», do dels déus. Es movien per donar suport a Hefest mentre caminaven. I posava lleons i gossos d'or i plata a l'entrada del palau d'Alcínous de tal manera que poguessin mossegar els invasors, gossos guardians que no envellien ni morien.
Rea va establir un gos daurat similar (Κυων Χρυσεος) per protegir l'infant Zeus i la seva nodrissa, la cabra Amaltea, a l'illa de Creta. Més tard es va dir que Tàntal va robar l'autòmat quan guardava el temple de Zeus, o que va persuadir Pandàreu perquè el robés. Textos posteriors intenten substituir l'autòmat amb la idea que el gos daurat era en realitat la mateixa Rea, transformada d'aquesta manera per Hefest.

## Consorts i descendència

### Afrodita

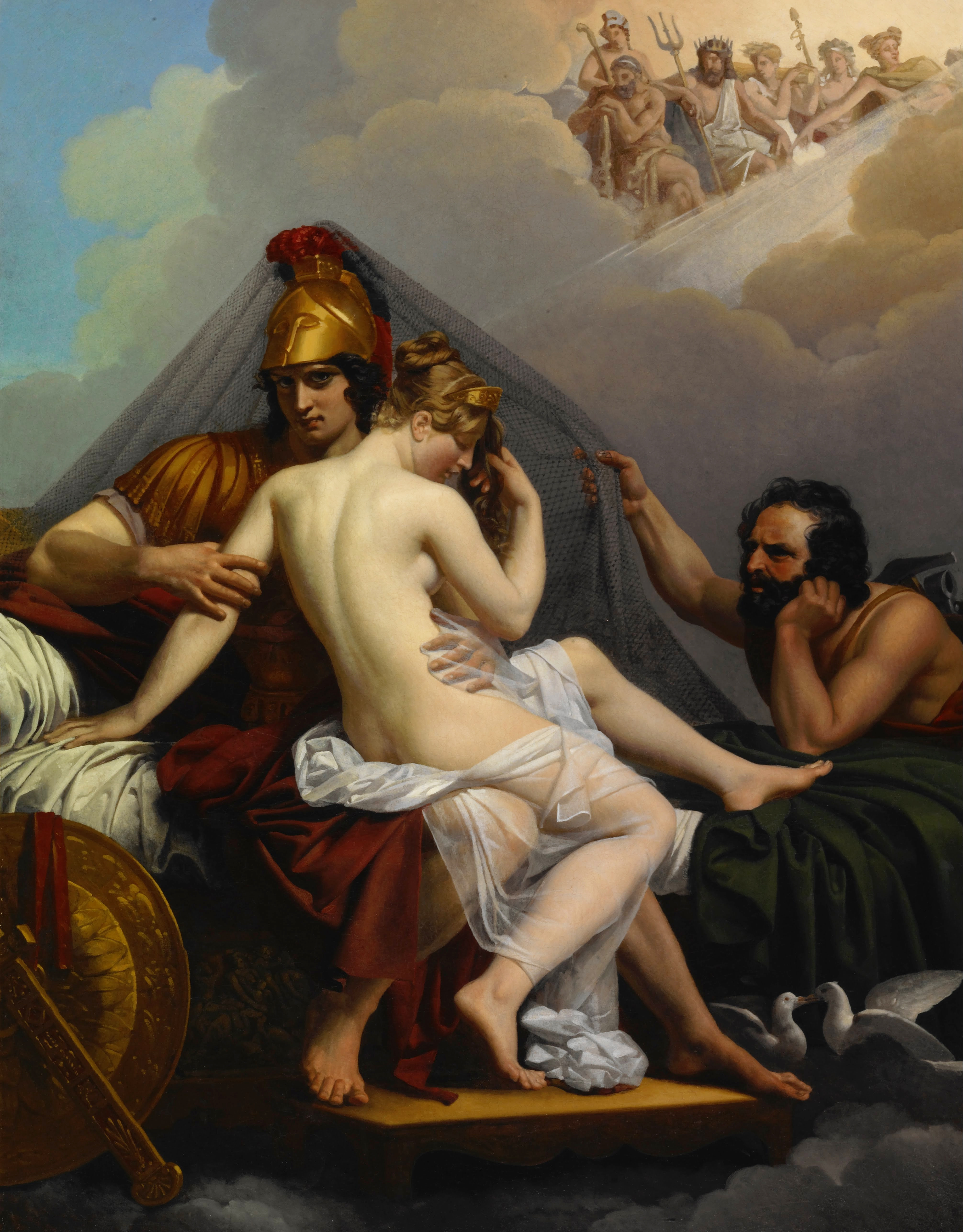
Mart i Venus surpresos per Vulcà per Alexandre Charles Guillemot (1827).

Malgrat el matrimoni d'Hefest amb Afrodita, aquesta va tenir una aventura amb Ares, el déu de la guerra. Hefest ho va descobrir a través d'Hèlios, el Sol que tot ho veu, i va planejar una trampa durant una de les seves cites. Mentre Afrodita i Ares jeien junts al llit, Hefest els va atrapar en una xarxa d'enllaç de cadena irrompible tan petita com per ser invisible i els va arrossegar a l'Olimp per avergonyir-los davant dels altres déus com a retribució.
Els déus van riure en veure aquests amants nus, i Posidó va persuadir Hefest perquè els alliberés a canvi d'una garantia que Ares pagaria la multa de l'adúlter o que la pagaria ell mateix. Hefest afirma a L'Odissea que tornaria Afrodita al seu pare i li demanaria el preu de la seva núvia. Algunes versions del mite afirmen que Zeus no va tornar el dot i, de fet, Afrodita "simplement va encantar el seu camí de tornada a les gràcies del seu marit". A la Ilíada, Hefest és presentat com a divorciat d'Afrodita, i ara casat amb la Gràcia Aglaia. Teogonia, Aglaia es presenta com la parella d'Hefest sense cap menció aparent de cap matrimoni amb Afrodita.
En un detall interpolat molt més tard, Ares va posar el jove soldat Alectríon, a la seva porta per avisar-los de l'arribada d'Hèlios, ja que sospitava que Hèlios li diria a Hefest de la infidelitat d'Afrodita si els descobria, però Alectríon es va adormir en el servei de guàrdia. Hèlios els va descobrir i va alertar Hefest, ja que Ares, furiós, va convertir Alectríon en un gall, que sempre cantava a l'alba quan el sol estava a punt de sortir anunciant la seva arribada.
Malgrat estar casat amb Afrodita, Hefest no va tenir descendència amb ella, tret que Virgili parlés de debò quan afirmava que Eros era el seu fill. Com que Harmonia va ser concebuda durant el matrimoni d'Afrodita amb Hefest, per venjança, el dia del casament d'Harmonia amb Cadme Hefest el va obsequiar amb un collar finament treballat però maleït que va portar un immens patiment als seus descendents, culminant amb la història d'Èdip.

### Aglaia
A la Ilíada, la consort d'Hefest és anomenada Caris. Hesíode afirmava que era la més jove de les tres Càrites: Aglaia, ‘la gloriosa’. Segons la tradició òrfica, van ser pares de:
- Euclea (Ευκλεια), deessa de la bona reputació i la glòria.
- Eufema (Ευφημη), deessa del correcte discurs.
- Eutenea (Ευθηνια), deessa de la prosperitat i la plenitud.
- Filofròsine (Φιλοφροσυνη), deessa de l'amabilitat i la benvinguda.

### Atena i Erictoni

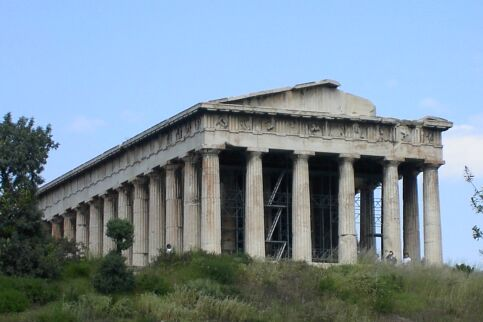
Temple d'Hefest a Atenes (Grècia)

Segons la Biblioteca d'Apol·lodor, Hefest va intentar violar Atena però no ho va aconseguir. El seu semen va caure a terra, i així Gea va engendrar Erictoni, un dels reis d'Atenes. Atena va criar llavors el bebè com una mare adoptiva. Alternativament, el semen va caure a la cama d'Atena, i aquesta el va netejar amb un tros de llana que va tirar al sòl, sorgint llavors Erictoni de la terra i la llana. Una altra versió diu que Hefest volia que Atena es casés amb ell, però que va desaparèixer al llit nupcial, i Hefest va acabar ejaculant al sòl.
Gai Juli Higí va proposar una etimologia, segons la qual Erictoni procedeix del ‘conflicte’ (Eri-) entre Atena i Hefest, i ‘de la Terra’ (-ctoni). Alguns autors suggereixen que una Atena més antiga i menys virginal s'oculta després d'aquesta retorçada reelaboració del mite.
En qualsevol cas, hi ha un Temple d'Hefest (anomenat «Hefesteu» o també «Teseu») situat als peus de l'Acròpoli, prop de l'àgora de la ciutat.
Es deia que Erictoni va crear els carros per a ocultar la deformitat de les cames de Hefest.

### Altres descendents

#### Immortals
A vegades es considerava Hefest pare amb Etna dels Palics, els dimonis ctònics dels guèisers i les deus d'aigües termals de la regió de Palacia (Sicília).
Hefest estava d'alguna manera connectat amb l'arcaica religió mistèrica frígia i tràcia dels Cabirs, que eren anomenats els Hephaistoi (‘homes d'Hefest’) a Lemnos. Aquests, fills d'Hefest amb la nimfa Cabir, eren daimons que habitaven a l'illa de Samotràcia (mar Egea) juntament amb les seves germanes, les nimfes Cabírides.
També es compta entre la seva descendència Talia, la nimfa siciliana a la qual va estimar Zeus.

#### Mortals
Hefest va anar també pare dels següents mortals:
- Àrdals, un escultor inventor de la flauta.
- Cacus, un bàrbar gegant laci al qual va matar Hèracles.
- Caca, germana de Cacus i deessa de la llar en els principis.
- Cècrops, rei d'Atenes, segons una versió minoritària.
- Cercíon, un bandit d'Eleusis que solia lluitar i matar els viatgers, a qui va matar Teseu.
- Filamnó, músic i rei de la Fòcida (Grècia).
- Olenus, un rei de la ciutat grega del mateix nom.
- Palemó, habitant d'Olenia i un dels argonautes.
- Perifets (també anomenat Corinets, amb Anticlea), un bandit de Epidaure que solia bastonejar amb el seu garrot els viatgers fins que el va matar Teseu.
- Pili, un home de l'illa de Lemnos que va curar de la mossegada de serp Filoctetes, heroi de la Guerra de Troia.
- Serbi Tuli (amb Ocresia), rei del Laci (en la mitologia romana).

Higini anomena també Filotus (Philottus) i Espínter (Spinther) entre els fills d'Hefest, sense donar-ne més detalls.

## Paral·lelismes
La mitologia comparada ha trobat paral·lelismes entre Hefest i altres divinitats. Kotar-Hasis, provinent d'Ugarit, és un artesà famós per la bellesa dels seus mobles, per la creació de capelles, palaus i part de les armes de Baal. Völundr podria descendir d'Hefest, ja que és un ferrer famós que ajuda els déus.

## A la literatura catalana
- És el protagonista principal de la novel·la Les cròniques del déu coix, de Joan-Lluís Lluís, Barcelona, Proa, 2013 (Premi Lletra d'Or). ISBN 9788475884233